# Escut de l'Alcúdia de Veo
L'escut de l'Alcúdia de Veo és el símbol representatiu oficial del municipi valencià de l'Alcúdia de Veo. Té el següent blasonament:
| « | Escut quadrilong de punta redona. En camp de gules, un ull obert, fix i de cara, d'argent, amb l'iris d'atzur i nineta de sable; bordura componada d'argent i de gules. Al timbre, una corona reial oberta. | » |

## Història
L'escut fou aprovat per Resolució de 24 de febrer de 1995, del conseller d'Administració Pública, publicada en el DOGV núm. 2.467, de 10 de març de 1995.
L'escut tradicional del poble, si més no des del segle xix, inclou l'ull com a senyal parlant al·lusiu al nom de la localitat.